# الانتفاضة الشعبانية في البصرة
الانتفاضة الشعبانية في البصرة كانت انتفاضة قامت في عام 1991 في البصرة التي كانت مسرحا لبداية الانتفاضة الشعبانية في العراق بعد حرب الخليج الثانية. بدأت الانتفاضة بعد أن بدأت القوات المحبطة في جميع أنحاء العراق بالتمرد ضد صدام حسين ولا سيما بعد أن أطلق سائق دبابة النار في البصرة في صورة عامة لصدام حسين. أصبحت البصرة ساحة لمعركة فوضوية بين المنشقين من الجيش والحرس الجمهوري العراقي ودار أكثر القتال في الأحياء القريبة. تم استعادة أكثر الأجزاء من البصرة بحلول منتصف مارس لكن تمكن الثوار في مناطق مثل التنومة من الصمود حتى منتصف أبريل. بعد استعادة القوات البعثية السيطرة فقد شاركت في حملة ضد المدنيين والأشخاص المشتبه بهم في تأييدهم للانتفاضة.

## الانتفاضة

### 1 مارس
بدأ الاضطراب في البصرة في 1 مارس 1991 بعد يوم واحد من وقف إطلاق النار في حرب الخليج الثانية عندما أطلقت الدبابة تي-72 العائدة للتو إلى الديار بعد هزيمة العراق في الكويت قذيفة إلى صورة كبيرة لصدام حسين في الساحة الرئيسية في المدينة وقام جنود آخرين بالتصفيق.

### 4 مارس
بحلول 4 مارس تمكنت القوات الموالية لصدام حسين من كسب اليد العليا في المعركة وبدأت بهجوم وحشي مضاد تميز بالقتل التعسفي للمدنيين وأطلقت الدبابات الحكومية النار على المباني والمدنيين وانخرط عناصر الحرس الجمهوري في مجازر ضد السكان المدنيين.